# Scuola lingue estere dell'Aeronautica Militare
La Scuola lingue estere dell'Aeronautica Militare (ora Centro di Formazione Aviation English ) è un istituto di formazione dell'Aeronautica Militare fondata nel 1955 come Dipartimento lingue dallo Stato Maggiore dell'Aeronautica Militare con sede a Roma. Il 1º agosto 1965 il Dipartimento assunse la denominazione attuale. 
L'Aeroporto di Ciampino ha ospitato la SLE AM fino al 2007, quando aumentate esigenze di formazione delle lingue estere per il personale dell'A.M. hanno reso opportuno il trasferimento della Scuola presso la sede di Loreto dotata di strutture più moderne, capienti, accoglienti, e di una sede distaccata presso Porto Potenza Picena.
La Scuola lingue estere dell'Aeronautica Militare ha l'obiettivo di formare il personale militare italiano e straniero per l'impiego in Organismi internazionali, Ambasciate e Reparti internazionali NATO. Ha, inoltre, l'onere di accertare il livello di conoscenza delle lingue estere del personale dell'Aeronautica Militare e Interforze seguendo la direttiva di standardizzazione (STANAG 6001) NATO. Tali esami di accertamento JFLT (Joint Forces Language Test) vengono di norma effettuati presso il distaccamento di Porto Potenza Picena (MC); 
Da sottolineare la presenza di Corsi di Inglese Tecnico per personale di settore, di Italiano per personale straniero e di Corsi di Lingua Inglese effettuati a distanza (on-line) tramite la piattaforma Moodle AM.e-Learning. sito della Scuola lingue estere: 
Dal 1º maggio 2011 è stato raggiunto nell'ambito della Commissione Permanente Licenze Volo, costituita da rappresentanti dell'Aeronautica Militare e dell'Ente nazionale per l'aviazione civile (ENAC), la Scuola lingue estere dell'Aeronautica Militare (SLEAM) di Loreto quale sede avente la abilitazione a Centro di Aviation English Testing per la somministrazione del test e la certificazione della conoscenza dell'inglese nelle comunicazioni terra/bordo/terra, secondo lo standard ICAO (Doc. 9835/AN.453)
Il 5 luglio 2014 la S.L.E.A.M. è stata ridenominata Centro di Formazione Aviation English (Ce.Fo.Av.En.) 